# Острів Луїджі
О́стрів Луї́джі (рос. Остров Луиджи) — острів в Північному Льодовитому океані, у складі архіпелагу Земля Франца-Йосифа. Адміністративно відноситься до Приморського району Архангельської області Росії.

## Географія
Острів знаходиться в центральній частині архіпелагу, входить до складу Землі Зичі. Розташований на південний захід від острова Солсбері, від якого відокремлений протокою Брауна. На південний схід від острова знаходиться острів Чамп, він відокремлений протокою Кука. На півдні широкою протокою Маркама відокремлений від островів Нансена, Бромідж та Кетліца.
Острів майже весь вкритий льодом. На півночі находиться бухта Бурке, вхід в яку обмежений мисами Петігакс та Ніколаєва (крайня північна точка); на півдні затока Твіді, обмежена із заходу мисом Ріхтхофена. Крайня східна точка — мис Савоя, крайня південна — мис Чельдсена, крайня західна — мис Армітідж, на північному сході — мис Фенуайс.

## Історія
Острів відкритий 1873 року під час Австро-Угорської полярної експедиції на чолі з Юліусом Паєром 1872–1874 років. Названий на честь італійського мандрівника принца Луїджі Амедео.